# Catenoidă

Catenoidă

Catenoida (din latină: catena "lanț" și greacă eidos "înfățișare") este suprafața generată prin rotirea curbei lănțișor în jurul bazei sale.
Ecuația carteziană este:
{\displaystyle x^{2}+y^{2}=a^{2}\cosh ^{2}{\frac {z}{a}},}
unde a este ordonata minimă a lănțișorului (ordonata vârfului).
Primele studii asupra catenoidei se datorează lui Leonhard Euler (1744).